# KOS-MOS
KOS-MOS (コスモス?, KOSU-MOSU) è un ginoide (androide femmina) della serie di videogiochi per PlayStation 2 Xenosaga.

## KOS-MOS, la sua storia
KOS-MOS, dal greco, significa "ordine".
È stata sviluppata dalla Vector Industries, una società specializzata in costruzione e progettazione di armi, astronavi, medicine ed altre tipologie di oggetti hi-tech. È composta interamente da parti meccaniche, molte delle quali sono vere e proprie scatole nere, poiché non se ne conosce l'uso (Nemmeno Shion ne conosce il pieno potenziale).
KOS-MOS, essendo un androide, "ragiona" per probabilità e logica, nonostante sia equipaggiata con un sistema operativo che simula il comportamento umano. Tra le sue missioni, assegnatele dal CEO della Vector Industries, Wilhelm, c'è quella di proteggere Shion Uzuki, sua creatrice.
KOS-MOS è in grado di pilotare un particolare ES in episode II: ES Dinah, pare costruito appositamente per lei da Kevin.
KOS-MOS è per definizione un'arma anti-Gnosis, come suggerisce il suo nome: Kosmos Obey Strategical Multiple Operation Systems, nome abbreviato KP-X, numero di serie 000000001.

## Le specifiche tecniche, le armi
KOS-MOS sprigiona una potenza quasi divina in più di qualche occasione, e ha l'abilità di trasformare il proprio corpo per utilizzare delle apposite armi (solitamente si formano al posto delle braccia).
Può inoltre equipaggiare armi secondarie, come la falce (Scythe) o mitragliatrici. Per farlo, Shion deve scaricare dall'UMN l'apposito Plug-In (solitamente le è inviato da Myuki, sua collega alla 1st R&D Division).
Lei stessa, inoltre, è un gigantesco amplificatore di Hilbert Effect, un attacco con ci KOS-MOS sviluppa delle particolari onde che trasportano interamente nella dimensione reale gli Gnosis (rendendoli vulnerabili). Nessun altro strumento è in grado di amplificare così tanto l'effetto quanto lei. Di solito, infatti, l'Hilbert Effect è sprigionato da dei particolari tipi di Realian, chiamati Observation Realians (compresa MOMO che fa parte delle 100 Series) ma che hanno un raggio d'azione assai limitato.
Le "scatole nere" di KOS-MOS sono state costruite da Kevin Winnicot, l'ideatore dell'archetipo di KOS-MOS che fu distrutto in seguito ad un incidente causato dalla U-TIC Organization e in seguito ripristinato da Shion.
Un suo particolare attacco, X-Buster consiste nel lanciare una serie di potenti raggi di energia dal suo addome, per poi assorbire al suo interno gli Gnosis. Come faccia e perché rimane ancora un mistero.

## Connessioni con altri personaggi
Numerosi personaggi sono direttamente collegati a lei.
- Shion Uzuki, oltre ad essere la sua creatrice insieme a Kevin, condivide emozioni e probabilmente anche parte del suo passato con lei. Potrebbe essere la chiave per risvegliarla da suo sonno, a cui allude chaos durante una scena in ep.I.
- Kevin Winnicot, suo principale creatore. ha creato l'architettura e il SO. Ha inserito le black boxes e creato i suoi principali equipaggiamenti.
- chaos, appare spesso al suo fianco e in alcune sue frasi fa intendere di saperne molto di più degli altri su di lei. Da quel che si sa, gli occhi di KOS-MOS diventano blu quando chaos agisce attivamente con lei (es: il finale di ep.I), mentre sono normalmente rossi durante il corso della storia (probabilmente il rosso è da collegarsi a Wilhelm).
- MOMO, Nephilim e Sakura, sono tutte collegate a lei. Le prove stanno in parte del database di ep.III

## KOS-MOS inEpisode III
In ep.III si viene a scoprire che KOS-MOS contiene l'anima di Maria Maddalena, e questo spiega la trasformazione degli occhi da rossi a blu sia in Ep. I che in Ep. II. Se KOS-MOS contiene l'anima di Maria Maddalena, la sua nemesi, e cioè T-elos, è in realtà il corpo della Maddalena. Si scoprirà che per far sì che la volontà di Maria Maddalena risorga è necessario che una delle due assorba" l'altra. Solo alla fine si scoprirà la reale funzione di KOS-MOS, la vera natura della connessione con chaos e del perché KOS-MOS sembra essere così importante per il piano segreto di Wilhelm. Nel videogioco Maria Maddalena è in realtà identificabile con l'Animus (termine alchemico junghiano), mentre l'Anima si scopre essere chaos. È possibile, seppur senza nessuna prova concreta al riguardo, teorizzare che anche Nephilim sia in realtà l'Animus, cosa che potrebbe collegare Xenosaga con Xenogears, diventando così la prima "mother".

## KOS-MOS in altri videogiochi
Compare come personaggio giocabile in Namco X Capcom (PS2), nella serie di Super robot taisen Original Generation endless frontier e, nel capitolo successivo, Exceed.
È presente come Carta/Action Figure in Baten Kaitos (GC) e come costume in Tales of the World: Narikiri Dundeon 3 (GBA).
In Soulcalibur III (PS2) sono sbloccabili i pezzi di KOS-MOS per creare un personaggio personalizzato che le assomigli.
Ed anche in Xenoblade Chronicles 2 (per Nintendo Switch) come Gladius (una sorta di "arma vivente") di tipo luce insieme a Mythra; inizialmente erano le uniche due con tale attributo, ma con il rilascio dei DLC successivi sono stati introdotti nuovi Gladius che ne dispongono.